# Museo (napuljski metro)
Museo je stanica na liniji 1 napuljskog metroa. Nalazi se u blizini Nacionalnog arheološkog muzeja, po kojem je i dobila ime. Otvorena je 5. travnja 2001. kao istočni kraj dionice pruge između Vanvitellija i Musea. Linija je 27. ožujka 2002. produžena do Dantea. Stanica se nalazi između Materdeija i Dantea. Stanica Materdei dodana je liniji 5. srpnja 2003., a prije tog datuma susjedna stanica bila je Salvator Rosa.